# Juião Bolseiro
Juião Bolseiro fue un juglar gallego del siglo XIII,  activo en las cortes de Castilla y Portugal.

## Biografía
No hay datos biográficos suyos. El profesor José António Souto Cabo halló un documento en la Catedral de Santiago de 1240 donde figura como testigo Iulianu s Arie, bulsarius. Sostiene que el apodo Bolseiro puede tener relación con las bolsas en las que se guardaban las donaciones de los fieles.

## Obra
Se conservan 18 textos: 1 cantiga de amor, 15 cantigas de amigo y 2 tensones, una de ellas con Johan Soarez Coelho y otra con Men Rodriguiz Tenoiro.